# 137. vestlige længdekreds
Den 137. vestlige længdekreds (eller 137 grader vestlig længde) er en længdekreds, der ligger 137 grader vest for nulmeridianen. Den løber gennem Ishavet, Nordamerika, Stillehavet, det Sydlige Ishav og Antarktis.